# Mammillaria meyranii
Mammillaria meyranii (укр. Мамілярія Мейрана, Мамілярія мейрані) — сукулентна рослина з роду мамілярія (Mammillaria) родини кактусових (Cactaceae).

## Історія

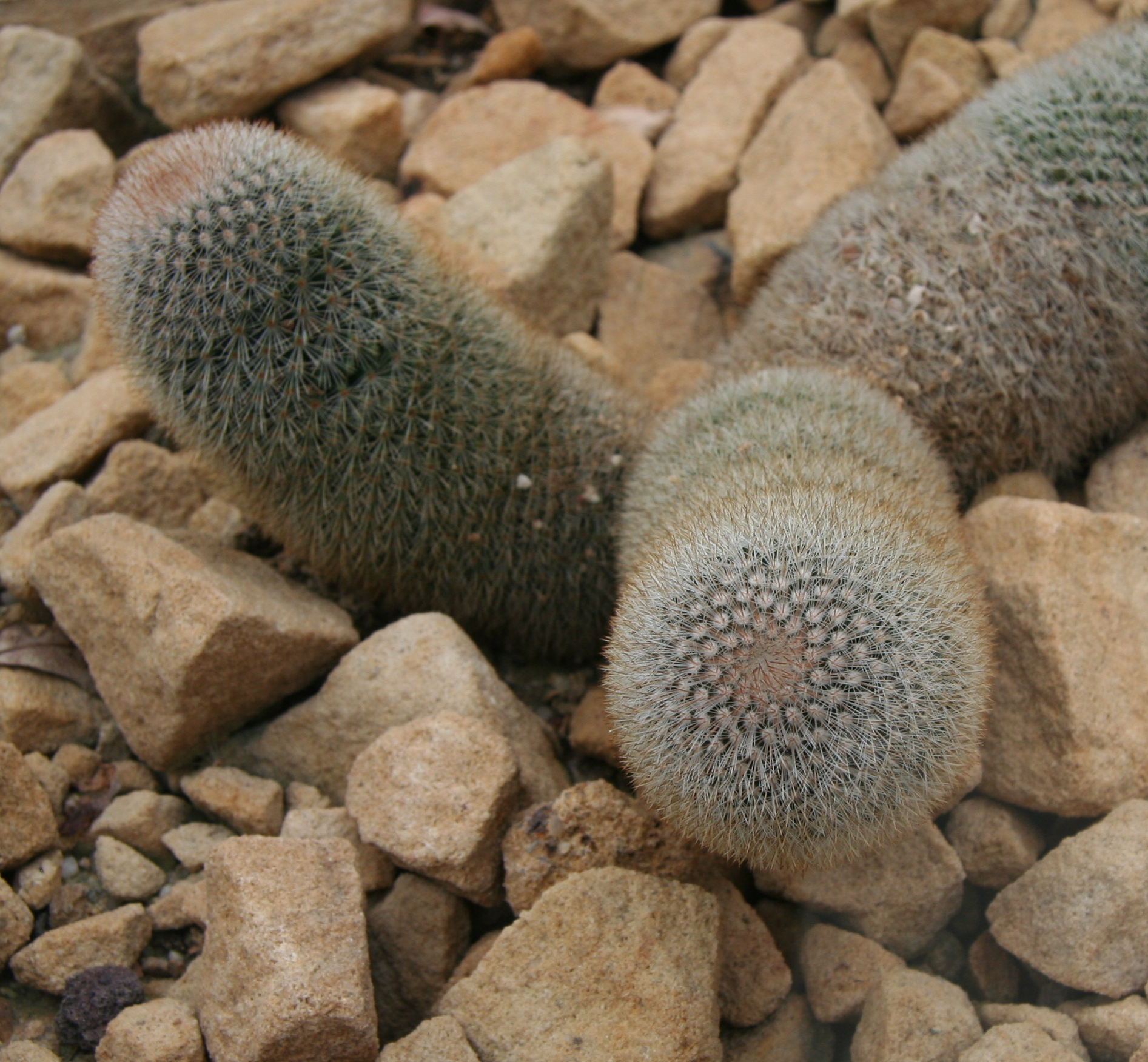
Mammillaria meyranii у Дрезденському ботанічному саду

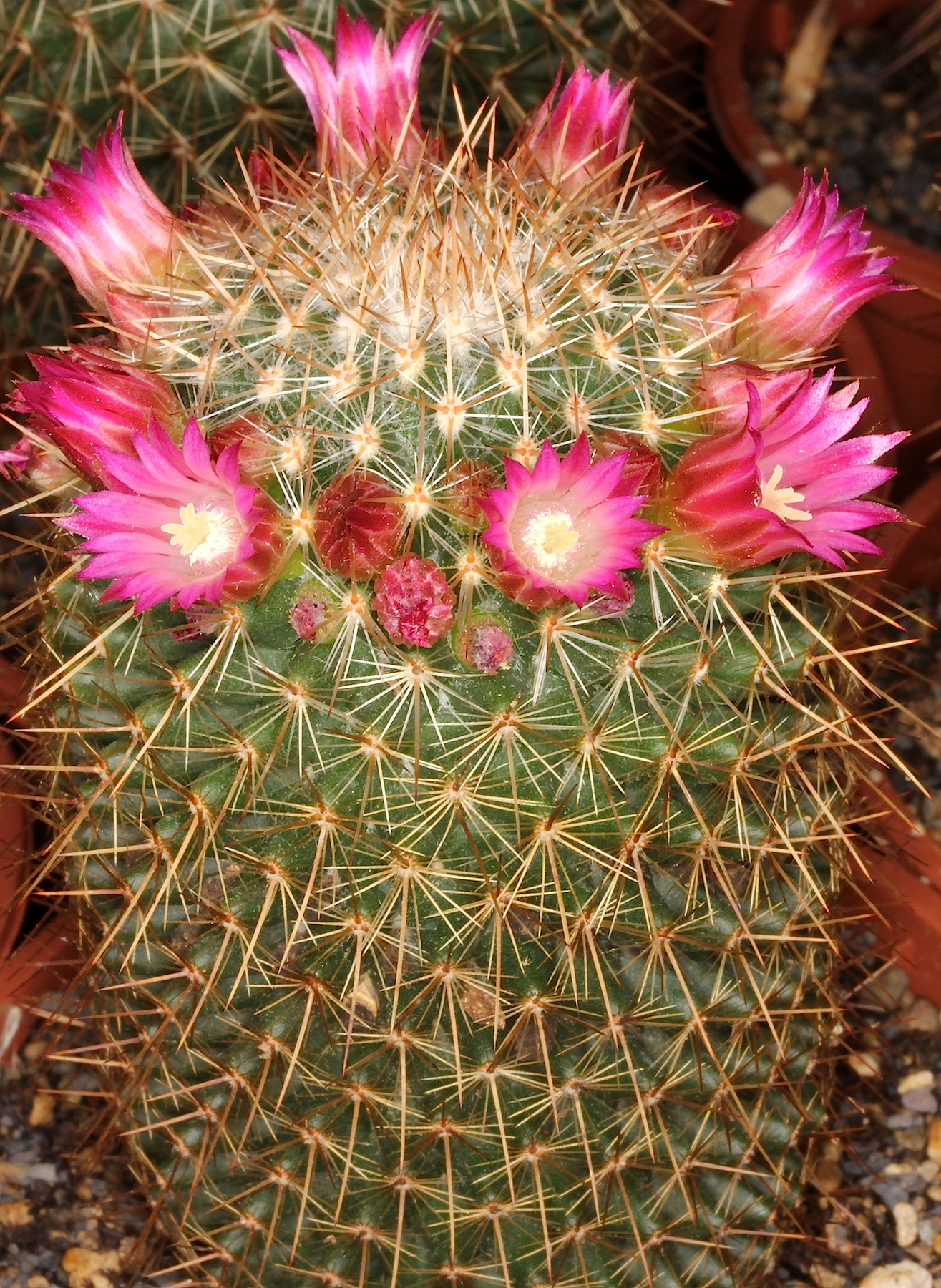
Mammillaria meyranii в колекції

Вид вперше був виявлений і зібраний Хернандо Санчесом-Межорадою і Чавесом Аріасом. Описаний мексиканським ботаніком Елією Браво-Ольїс у 1956 році в журналі Товариства любителів кактусів і сукулентів Великої Британії (англ. Cactus and Succulent Society of Great Britain) «The Cactus and Succulent Journal of Great Britain» (укр. «Журнал Великої Британії по кактусам і сукулентам»).

## Етимологія
Видова назва дана на честь мексиканського фахівця з кактусових Хорхе Мейрана (ісп. Jorge Meyrán).

## Ареал і екологія
Mammillaria meyranii є ендемічною рослиною Мексики. Ареал розташований у штатах Мехіко і Мічоакан. Рослини зростають на висотах від 1 400 до 2 000 метрів над рівнем моря в тропічних сухих лісах і ксерофільних чагарниках.

## Опис
Рослина зазвичай кущиться при основі.
| Орган              | Опис |
| Коріння            | |
| Стебло             | циліндричне, до 55 см заввишки, в діаметрі 4-5 см.                                                              |
| Епідерміс          | |
| Маміли             | конічні, трохи чотирикутні в основі, з рідким молочним соком.                                                   |
| Ареоли             | |
| Аксили             | спочатку з рідким пухом, пізніше голі.                                                                          |
| Центральні колючки | 2, спрямовані вгору і вниз, голчасті, прямі, коричневі з жовтуватими кінцями, пізніше сірі, до 10 мм завдовжки. |
| Радіальні колючки  | 17-19, прямі, коричневі з більш світлими кінцями, пізніше сірі, завдовжки 3-6 мм.                               |
| Квіти              | вузькі, воронкоподібні, пурпурні, до 18 мм завдовжки.                                                           |
| Бутони             | |
| Зовнішні пелюстки  | |
| Внутрішні пелюстки | |
| Тичинки            | |
| Маточка            | |
| Плоди              | булавоподібні, світло-багрянисто-рожеві із зеленуватим відтінком, до 20 мм завдовжки.                           |
| Насіння            | коричневе. |

## Використання
Інформація про використання або торгівлю цим видом відсутня.

## Чисельність, охоронний статус та заходи по збереженню
Mammillaria meyranii входить до Червоного списку Міжнародного союзу охорони природи видів, даних про які недостатньо (DD).
Загрози для цього виду невідомі.
У Мексиці ця рослина занесена до національного переліку видів, що перебувають під загрозою зникнення, де вона включена до категорії «підлягають особливому захисту».
Охороняється Конвенцією про міжнародну торгівлю видами дикої фауни і флори, що перебувають під загрозою зникнення (CITES).

## Вирощування в культурі
Вид не дуже швидко зростає, але за 6 років здатний вирости із сіянця в колонновидну рослину близько 20 см заввишки.
У природі, за відомостями, вид часто зростає на скелястих обривах, майже вертикальних, так що йому потрібна суміш з високим вмістом щебеню або крупнозернистого піску (до 40 — 50 %), щоб вода не застоювалася в корінні.